# Bergen van Tirol
Bergen van Tirol is een single van het schlagersduo Helma & Selma. Het bereikte de 20e plaats in de Nederlandse Top 40 in 1965. Het lied is een bewerking van de klassieke wals Schneewalzer, gecomponeerd door Thomas Koschat en muzikaal bewerkt door Karl Schiebl met een tekst van Johnny Hoes. Het duo wordt begeleid door een orkest olv Jean Kraft.

## Hitnotering
| Bergen van Tirol   | Bergen van Tirol      | Bergen van Tirol | Bergen van Tirol | Bergen van Tirol | Bergen van Tirol | Bergen van Tirol | Bergen van Tirol | Bergen van Tirol | Bergen van Tirol | Bergen van Tirol | Bergen van Tirol |
| Hitlijst           | Datum van binnenkomst | Week:            | 1                | 2                | 3                | 4                | 5                | 6                | 7                | 8                | Laatste notering |
| ------------------ | --------------------- | ---------------- | ---------------- | ---------------- | ---------------- | ---------------- | ---------------- | ---------------- | ---------------- | ---------------- | ---------------- |
| Nederlandse Top 40 | 30-01-1965            | Positie:         | 32               | 28               | 27               | 20               | 24               | 22               | 29               | 34               | 20-03-1965       |